# Tschenglser Hochwand
Tschenglser Hochwand (německy Tschenglser Hochwand; italsky Croda di Cengles) je hora nacházející se v pohoří Ortles v severní Itálii v autonomní provincii Bolzano. Je dominantou především na sever položeného údolí Val di Cengles, které převyšuje až o 2400 metrů a je součástí národního parku Stelvio. Horu svírají dva ledovce na východní straně (Vedretta di Cengles, Vedretta dell´Angelo Piccolo).

## Přístup
Všechny přístupové cesty k vrcholu jsou velmi dlouhé. Nabízejí se dvě varianty:
Jih
Výstup od jihu začíná v zimním středisku Solda (1861 m). Cesta č. 5 stoupá pozvolna údolím Valle di Zai. Následuje strmý výstup k chatě Rifugio Serristori (2721 m), která leží pod východní stěnou hory Dosso Bello di Dentro (3128 m) poblíž soustavy horských ples Laghi di Zai. Cesta č. 5 pokračuje dále severním směrem až pod jižní stěnu Tschenglser Hochwand. Zde je možno zvolit finální variantu výstupu. Nabízí se těžká zajištěná cesta Ferrata Vecchia (obtížnost C/D) nebo klasická výstupová cesta jihozápadním ramenem, která také překonává několik jištěných úseků. Na vrcholu je dřevěný kříž.
Sever
Ze severu z obce Céngles vede dolinou Val di Cengles cesta č. 2 až k salaším Malga di Cengles di sopra (2049 m). Odtud se stáčí na západ a podél špatného značení strmě stoupá až do sedla mezi vrcholy Tschenglser Hochwand a Pietrafitta (3114 m). Dále podél západního hřebene místy lezením v obtížnosti II.UIAA na vrchol. Cesta je velmi dlouhá (6,5 hod. trvá jen výstup).